# Selbeck
Selbeck is een plaats in de stad Mülheim an der Ruhr in het Rijnland in Noordrijn-Westfalen in Duitsland. Selbeck ligt in het zuiden van de stad, niet ver van de stad Essen. Selbeck is plaats waar van oorsprong Limburgs gesproken wordt. Selbeck ligt aan de Uerdinger Linie.